# Psammoecus insularis
Psammoecus insularis är en skalbaggsart som först beskrevs av Sharp 1885.  Psammoecus insularis ingår i släktet Psammoecus och familjen smalplattbaggar. Inga underarter finns listade i Catalogue of Life.